# انا سميراميس
آيو سميراميد (المعروف أيضًا باسم: أنا سميراميس، و ملكة عبيد بابل، و دويلو دي رييس ) هو فيلم بيبلوم إيطالي عام 1963 عن سميراميس، ملكة الإمبراطورية الآشورية الجديدة. اخرجه بريمو زيجليو . تستند الأساطير جزئيًا إلى شامورامات التاريخية، زوجة شمشي أدد الخامس والوصية على ابنها أداد نيراري الثالث.

## الحبكة
في عهد سميراميس، الملكة الجميلة للشعب الآشوري، وصلت آشور إلى إحدى فترات ازدهارها الأعظم، ولتتويج نجاحاتها أصدرت الأمر ببناء مدينة بابل العظيمة. سميراميس، امرأة شابة من بلاط الملك، تتمتع بطموح سياسي كبير، تقع في حب كير، وهو أمير مستعبد، فيبادلها نفس الشعور. كير، ملك الدردانيين، هزم في القتال على يد الجنرال أونوس أثناء الحملة العسكرية التي شنها الأخير ضد نينوى في آشور.
بعد أن أصبح عبدًا، نقل كير مع عبيد آخرين إلى العاصمة حيث قدم الجنرال جوائزه للملك مينورتي. تتمكن سميراميس من إقناع مينورتي بتقديم كير له وتحصل أيضًا على ملكيته. وظفت سميراميس عبيدها، ومن بينهم كير، لبناء المدينة التي ستصبح بابل. في الوقت ذاته، تقود المؤامرات السياسية والتحالفات مع كير وأونوس من أجل الإطاحة بمينورتي وتولي مكانها على العرش.
يتمكن المتآمرون من انتزاع كير من الملكة وإقناعه بأنه تعرض للخيانة من قبل سميراميس مع رجل آخر. فيغضب كير ويتولى مسؤولية المؤامرة ضد حبيبته. بعد اكتشاف الحقيقة، تقوم سميراميس بتسميم كير عن طريق جعله يشرب من كأس مسموم. لاحقا، أثناء الجنازة، أصيبت الملكة بسهم أطلقه المتآمرون. بعدها أُحرقت جثتي العاشقين معًا، مجتمعين في الموت. 

## الطاقم
- إيفون فورنو في دور "سميراميس "
- جون إريكسون في دور "كير"
- رينزو ريتشي في دور "مينورتي"
- جيرمانو لونجو في دور "أونوس"
- جياني ريزو في دور "غيلاس"
- جون بارثا في دور "الثار"
- نينو دي نابولي في دور "أدات"

## روابط خارجية
- I Am Semiramis  في قاعدة بيانات الأفلام على الإنترنت (بالإنجليزية)